# Knabenchor Hannover

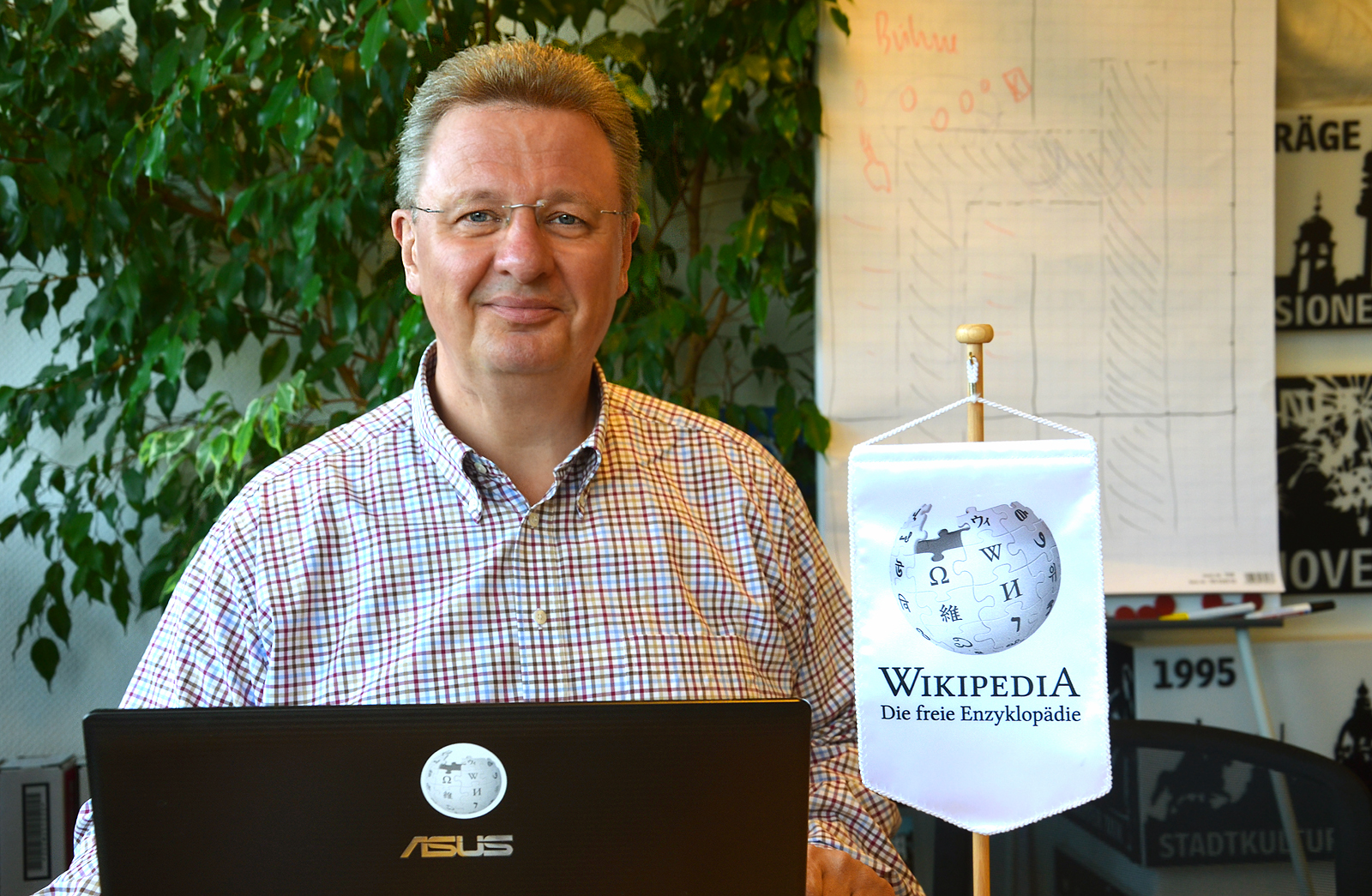
Thomas Thomson, dirigeant du Knabenchor Hannover

Le Knabenchor Hannover est un chœur d'enfants fondé en Allemagne en 1950, par Heinz Hennig, et dirigé aujourd'hui par Jörg Breiding.

## Historique
Ce chœur de garçons a été fondé à Hanovre en 1950 par Heinz Hennig (1927-2002). Son répertoire est principalement composé de compositeurs des XVIIe et XVIIIe siècles, parmi lesquels Claudio Monteverdi, Andreas Hammerschmidt , Dietrich Buxtehude, Heinrich Schütz et Johann Sebastian Bach. Dirigé par Heinz Hennig jusqu'en 2001, il est aujourd'hui dirigé par Jörg Breiding.
Le Knabenchor Hannover s'est illustré par sa participation à l'enregistrement de l'intégrale des cantates de Jean-Sébastien Bach, sous la direction de Gustav Leonhardt, mais ses collaborations avec d'autres chefs d'exception, tels Ton Koopman, Jordi Savall, John Eliot Gardiner, Philippe Herreweghe, Kent Nagano, ou Christoph Eschenbach, ont pu démontrer ses talents multiples.

## Discographie
- DVD/Blu-ray vom Adventskonzert 2012: Christmas with Johann Sebastian Bach
- Claudio Monteverdi: Marienvesper (2011) - Konzertmitschnitt aus der St. Michaeliskirche Hildesheim, Himlische Cantorey, Vox Werdensis, Concerto Palatino, Musica Alta Ripa
- Luther 2017: Reformation und Musik - Verleih uns Frieden gnädiglich - Musikalische Rezeption des Lutherchorals im 17., 19. und 21. Jahrhundert, Kammersymphonie Hannover
- verklingend und ewig - Raritäten aus der Herzog August Bibliothek Wolfenbüttel von Hammerschmidt, Schelle, Schütz u.a.
- Schwarz vor Augen und es ward Licht! – Requiem von Harald Weiss - NDR Radiophilharmonie, Dorothee Mields, Andreas Karasiak, Knabenchor Hannover, Leitung: Jörg Breiding - Live-Mitschnitt der Uraufführung vom 31. Oktober 2009 im NDR Landesfunkhaus Niedersachsen, Rondeau 2010
- Glaubenslieder – Neue Kantaten zum Kirchenjahr – Knabenchor Hannover, Mädchenchor Hannover e.a., ausgezeichnet mit dem ECHO Klassik 2010 und Supersonic Award 2011 (Pizzicato), Rondeau 2009
- Michaelisvesper nach|mit Werken v. Michael Praetorius - Hille Perl & Sirius Viols, Johann Rosenmüller Ensemble, Rondeau 2009 (5.1-MultiChannel/2.0-Hybrid-SACD)
- Carmina Burana – Mädchenchor Hannover, Knabenchor Hannover, NDR Radiophilharmonie, Leitung: Eiji Oue – Live-Mitschnitt v. 17. Mai 2008 im NDR Landesfunkhaus Niedersachsen (NDR Musiktag Hannover), Rondeau 2009
- Actus tragicus – Kantaten und Motetten auf dem Weg zu Johann Sebastian Bach, Rondeau 2008
- Membra Jesu nostri – Passions- und Trauermusiken von Dietrich Buxtehude, Rondeau 2008
- John Rutter: Magnificat, Bruder Heinrichs Weihnachten. Eine Fabel mit Musik. Nürnberger Symphoniker, Carmen Fuggiss, Arndt Schmöle, Direction: Jörg Breiding, Rondeau 2007
- In Dulci Jubilo – aus der Archiv-Reihe des Knabenchor Hannover, Rondeau 2006
- Best of Klassik 2006 – CD der Preisträger des ECHO Klassik 2006, Sony BMG 2006
- Missa solemnis (KV 139) "Waisenhausmesse" – Archiv-Aufnahme, Wolfgang Amadeus Mozart, Sony BMG 2006
- Andreas Hammerschmidt: Verleih uns Frieden – Weltersteinspielung, ausgezeichnet mit dem ECHO Klassik 2006, Rondeau 2005
- Jauchzet dem Herrn – Weihnachtliche Musik für Chor und Blechbläser – J. S. Bach / F. Mendelssohn Bartholdy / J. Gallus / G. Gabrielli / H. Schütz / J. Rutter / G. F. Händel / C. Borkowski / E. Humperdinck, Eigenproduktion 2004
- Messiah – Oratorium für Soli, Chor und Orchester HWV 56, Georg Friedrich Händel, Ars Musici 2003
- Zu Weihnachten in Deutschland – Mitschnitt der Konzerte in der Marktkirche vom 17. und 18. Dezember 2000, Alfred Koerppen, Ars Musici 2001
- Festmusiken für das kurfürstlich-sächsische Haus – Kantaten BWV 213 u. 214, Johann Sebastian Bach, Ars Musici 2000
- Musikalische Exequien, Heinrich Schütz, Ars Musici 2000
- Israel in Ägypten, Georg Friedrich Händel, Thorofon 1999
- Andreas Hammerschmidt: Geistliche Vokalmusik - Suiten, Ars Musici 1998
- Franz Schubert: Messe As-Dur, D 678 / Magnificat C-Dur, D 486, Ars Musici 1997
- Antonin Dvorák / Maurice Duruflé: Messe in D, op. 86 / Missa „Cum jubilo“ op. 11, Thorofon
- Die Zauberflöte, Wolfgang Amadeus Mozart, Archiv Produktion 1996
- Frisia Cantat – Volkslieder und Tänze, wie sie Niedersachsen kennt, Alfred Koerppen, Thorofon 1995
- Wachet auf, ruft uns die Stimme, Johann Sebastian und der Bückeburger Bach, Thorofon 1995
- Franz Liszt / Zoltan Kodály / Charles Marie Widor: Pange Lingua / Missa Choralis / Messe op. 36, Ars Musici 1995
- Maurice Duruflé / Louis Vierne: Requiem op. 9 / Messe Solennelle op. 16, Ars Musici 1994
- Europäische Weihnacht – Europäische Weihnachtslieder in Sätzen von Alfred Koerppen, Ars Musici 1993
- Orpheus mit der Töne Reine, Alfred Koerppen, Thorofon 1993
- Psalmensinfonie / Messe 1948 / Kantate Babel, Igor Strawinsky, Calig 1993
- Psalmen – Motetten – Konzerte, Heinrich Schütz, harmonia mundi 1992
- Das Kantatenwerk – Auszüge aus Kantaten mit dem Knabenchor Hannover, Johann Sebastian Bach, 1990
- Ostermesse / Totenmesse, Marc-Antoine Charpentier, Calig 1989
- Vom Himmel hoch – Weihnachtliche Kantaten und Motetten Norddeutscher Meister, harmonia mundi 1989
- Membra Jesu nostri, Dietrich Buxtehude, Erato 1988
- Kantaten, Dietrich Buxtehude, Erato 1988
- Opus ultimum (Der Schwanengesang), Heinrich Schütz, Virgin Edition 1985
- Motetten BWV 225 – 230, Johann Sebastian Bach, EMI 1985
- Geistliche Chormusik, Heinrich Schütz, harmonia mundi 1984
- Stabat Mater, Giovanni Battista Pergolesi, harmonia mundi france 1983
- Volkslieder – Wach auf, meins Herzens Schöne, Alfred Koerppen, Ars Musici 1982
- Kleine geistliche Konzerte, Heinrich Schütz, harmonia mundi france 1982
- Missa solemnis K 139 (Waisenhausmesse), Wolfgang Amadeus Mozart, harmonia mundi 1981
- Sacrae Cantiones, Orlando di Lasso, Astrée 1980
- Motetten BWV 225-230, Johann Sebastian Bach, harmonia mundi 1980
- Das Deutsche Vaterunser – Kantate op.55, Gustav Kneip, 1980
- Marienvesper 1610 (Vespro della Beata Vergine), Claudio Monteverdi, Ars Musici 1980
- Ertöne Leyer zur Festesfeier (Chorlieder), Joseph Haydn / Franz Schubert / Felix Mendelssohn Bartholdy, Leuenhagen und Paris 1979
- Moduli Quinis Vocibus 1571, Orlando di Lasso, Astrée 1979
- Messe in G-Dur, Franz Schubert, Leuenhagen und Paris 1977
- Ein Kind ist uns geboren, Benjamin Britten / Leonhard Schröter, Aulos 1975
- Jauchzet dem Herrn – Psalmen und geistliche Konzerte, Heinrich Schütz, Camerata 1973
- Virgilius – Der Magier von Rom – Große Zauberoper für Knabenchor, Alfred Koerppen, Radio Bremen 1973
- Concertino Vocale – Chormusik der Romantik (Schumann, Brahms, Schubert), europäische Volkslieder (Siegfried Strohbach), Thorofon 1972
- Chöre und Choräle aus dem Weihnachtsoratorium, Johann Sebastian Bach, Teldec 1971
- Chöre aus der Messe in h-Moll (BWV 232), Johann Sebastian Bach, Deutsche Grammophon-Gesellschaft 1967
- 1971–1990: Mitwirkung an der Gesamteinspielung sämtlicher kirchlicher Bachkantaten (Das Kantatenwerk) unter Gustav Leonhardt, Telefunken / Decca / Teldec